# SNZ
SNZ  foi um girl group brasileiro  de música pop formado em 1997 pelas irmãs Sarah Sheeva, Nãna Shara e Zabelê Gomes, filhas da cantora Baby do Brasil com o guitarrista Pepeu Gomes.

## Carreira

### 1997–2000: Início eSNZ
Em 1997, as irmãs Sarah, Nãna e Zabelê decidiram formar um grupo de música pop, inspiradas pelo sucesso de girl groups como Spice Girls, All Saints e TLC, assinando com a Warner Music dois anos depois. Em agosto de 1999 o grupo lançou o primeiro single, "Longe do Mundo", que fez parte da trilha sonora do filme de Renato Aragão O Trapalhão e a Luz Azul, no qual o grupo cantou pela primeira vez a faixa. A canção ajudou o grupo a se tornar conhecido, figurando entre as cinco mais tocadas nas rádios da época. Em janeiro de 2000 foi a vez do single "Dancin' Days", regravação do grupo feminino As Frenéticas. A faixa recebeu o primeiro videoclipe da carreira do grupo, mostrando-as em uma balada.
Em 14 de maio é lançado o primeiro disco, o homônimo SNZ, focado especialmente influência da música pop norte-americana. O álbum homônimo é composto por faixas escritas, em sua maioria, pelas próprias integrantes do trio. As três escreveram juntas as canções "Nada É Igual a Esse Amor", "Venha Dançar" e "Posso Ouvir Você Chamar", enquanto Nãna Shara e Zabelê escreveram "É Só se Entregar". Nãna Shara foi a maior compositora do álbum, escrevendo sozinha as canções "Só Você", "Traga Só a Música", "Me Protejo" e "Não Posso Esperar", além de ter a ajuda de Dudu Caribé nas faixas "Longe do Mundo", "Retrato Imaginário" e "Tudo o que Eu Tenho". O terceiro single, "Retrato Imaginário", impulsionou as vendas do álbum ao ser lançada uma versão remix, intitulada "G-Vô Remix", que continha batidas mais dançantes, semelhantes às canções "Oops! I Did It Again" e "Baby One More Time", da cantora Britney Spears. A canção atingiu as primeiras posições das rádios brasileiras na época, se tornando o maior sucesso da carreira do grupo. Para encerrar os trabalhos do álbum, a canção "Venha Dançar" foi lançada como último single, sendo promovida no filme Xuxa Popstar, de 2000.

### 2001–02:Sarahnãnazabelê
Em 2001, o grupo começou a trabalhar com o produtor Paulo Jeveaux, responsável por levá-las ao palco do Festival Rock in Rio 3, que aconteceu no Rio de Janeiro. O trabalho do próximo disco foi anunciado como uma mistura de pop dançante com batidas R&B. O primeiro single, "Nothing's Gonna Change My Love for You", foi lançado em julho de 2001, entrando para a trilha sonora internacional da novela global Um Anjo Caiu do Céu. Por conta disso, Caio Blat, protagonista da novela, fez uma participação especial no clipe da música. A canção trazia a participação do cantor estadunidense Richard Lugo e se tornou uma das mais executadas das rádios na ocasião. Uma versão em português foi liberada para as rádios pouco tempo depois. O segundo disco, Sarahnãnazabelê, foi lançado em 23 de agosto de 2001. O trabalho trouxe um diferencial do anterior ao ser menos autoral, uma vez que metade do disco era composto de regravações de artistas internacionais.
Apesar das duras críticas, o grupo afirmou na época que era uma estratégia pensada: "Tínhamos um monte de composições próprias, mas recebemos várias músicas da Warner e gostamos de algumas, que têm a ver com o que curtimos agora. Ao receber essas músicas, a gente se sentiu desafiada a fazer um trabalho com uma qualidade internacional, mas com o suingue brasileiro". Em janeiro de 2002 é lançado o segundo single, "Se Eu Pudesse", que levou o grupo a ganhar um troféu no Prêmio Multishow de Música Brasileira e uma indicação pelo videoclipe no VMB da MTV Brasil. A canção atingiu uma posição nas quinze mais tocadas nas rádios, além de ter ficado em oitenta e dois na lista das canções mais tocadas de 2002. A faixa "Já Foi" foi liberada como último single do álbum, porém não recebeu promoção devido ao trabalho no próximo disco.

### 2002–03:Remix Hits, saída de Sarah e hiato
Em 25 de julho o grupo lança seu novo single, "DNA do Som". A faixa foi a única inédita incluída na coletânea Remix Hits, lançada em 12 de agosto, a qual trouxe remixes das canções lançadas anteriormente, além de novas produções de "Outra Chance", presente no último disco do grupo. A faixa trouxe referências de vários estilos musicais que influenciaram as cantoras, como música pop, bossa nova, hip hop e rock, além de artistas admirados por elas como Stevie Wonder, Novos Baianos, Michael Jackson, Jimi Hendrix e Rita Lee.
Em março de 2003, Sarah anuncia sua saída do grupo. Porém, ela negou desavenças com as irmãs, justificando a sua ligação com a religião como motivo de sua saída: "No início de 2002 tentei sair do grupo. Meus pastores pediram que eu ficasse, pois tiveram uma direção de Deus para que eu esperasse. E no início de 2003 consegui sair do grupo. Oficialmente consegui encerrar todos os meus contratos no início de 2003."
Após a saída de Sarah, as irmãs decidiram entrar em hiato por algum tempo para dedicar-se à vida pessoal, anunciando para a imprensa que retomariam o trabalho dentro de alguns anos, sendo que o único trabalho realizado nesse período foi a gravação de "O Passo do Elefantinho" para o álbum Jovens Tardes, trilha sonora do programa com mesmo título. Em 26 de dezembro de 2004, Nãna e Zabelê realizam a primeira aparição como uma dupla, durante o programa Estação Globo, onde interpretaram a canção "Lindo Balão Azul".

### 2006–09: Retorno eZunzum e Pronto
Em 2006, Nãna e Zabelê anunciam que estão compondo para um retomar os trabalhos do SNZ no próximo ano, ainda utilizando o nome do grupo, explicando que a sigla passaria a signficar "Só Nãna e Zabelê", em referência ao novo momento. No início de 2007, elas assinam com a Universal e retornam oficialmente, lançado em 12 de janeiro o primeiro single da nova formação do grupo, "Busca", apresentando um som mais pop rock. Em 2 de março, o disco Zunzum e Pronto é lançado, título do qual foi inspirado na letra de "Acabou Chorare", canção dos Novos Baianos a qual o grupo regravou para o trabalho. A composição e produção do álbum ficou por conta de Nãna e Zabelê, que pela primeira vez tiveram autonomia nas canções, em parceria com músicos como Davi Moraes, Gil Oliveira, Betão Aguiar e o irmão Pedro Baby. A sonoridade do grupo saiu do pop e dance-pop antigo e focou-se no pop rock e indie pop neste álbum, o que gerou comparações com outra dupla de irmãs com o mesmo estilo em ascensão na época, o K-Sis. O segundo single, "Maravilha", trouxe a participação do rapper De Leve. 
Depois de um tempo compondo novas canções, que nunca foram lançadas, para um próximo álbum, as irmãs anunciam que estavam encerrando de vez as atividades do SNZ no fim de 2009, pois Nãna decidiu tomar a mesma decisão que a irmã Sarah e seguir carreira evangélica, deixando o último trabalho como um presente de despedida para os fãs. Após o fim do grupo, Zabelê foi a única que continuou na música secular, realizando alguns shows pelo Brasil com diversos músicos, cantando o repertório dos Novos Baianos. Seu primeiro álbum solo foi lançado em 2015, antecedido pelo single "Nossas Noites". A segunda música de trabalho foi a faixa "Prática", que ganhou um remix dançante em 2017, recordando a sonoridade dos velhos tempos do grupo com as irmãs.

## Discografia
- SNZ (2000)
- Sarahnãnazabelê (2001)
- Zunzum e Pronto (2007)

## Filmografia
| Ano  | Título                   | Personagem                                            |
| ---- | ------------------------ | ----------------------------------------------------- |
| 1999 | O Trapalhão e a Luz Azul | Elas mesmas (interpretando a música "Longe do Mundo") |
| 2000 | Xuxa Popstar             | Elas mesmas (interpretando a música "Venha Dançar")   |

## Turnês
- SNZ Tour (2000–01)
- Sarahnanazabele Tour (2001–02)
- Zunzum e Pronto Tour (2007–09)